# Xã Truman, Quận Pierce, Bắc Dakota
Xã Truman (tiếng Anh: Truman Township) là một xã thuộc quận Pierce, tiểu bang Bắc Dakota, Hoa Kỳ. Năm 2010, dân số của xã này là 54 người.